# 석감 (의양왕)
석감 (石鑒, ? ~ 350년, 재위：349년 ~ 350년)은 중국 오호 십육국 시대 후조(後趙)의 제6대의 황제이다. 시호나 묘호는 받지 못하였다.

## 생애
석감은 석호(石虎)의 서자로 의양왕(義陽王)에 책봉되었다. 349년에 석세(石世)가 즉위하자 우승상(右丞相)에 임명되었으며, 석준(石遵)이 즉위하자 시중과 태보(侍中·太傅)에 임명되었다.
11월, 석준은 석민(石閔)을 숙청하기 위해 석감을 비롯한 여러 종실왕들을 소집하여 모의하였다. 석감은 이 사실을 석민에게 밀고하였으며, 석민은 반정을 일으켜 석준을 폐위·살해하고 석감을 황제로 옹립하였다.
석감이 황제에 즉위하기는 하였지만, 후조의 실권은 석민이 쥐고 있었다. 석감은 석민을 대장군, 이농(李農)을 대사마(大司馬)로 임명하였다. 석감은 석민을 제거하기 위해 암살을 시도하였으나 실패하였으며, 다른 부하에게 누명을 씌워 석민의 보복은 피하였다.
양국(襄國)에서는 신흥왕(新興王) 석지(石祗)가 요익중(姚弋仲), 포홍(蒲洪) 등과 연합하여 반란을 일으켰다. 석민은 이를 진압하기 위해 출정하려 하였으며 이를 틈타 석민을 암살하려던 석감은 다시 암살에 실패하였다. 석민은 석감을 유폐하고 수도 업(鄴)의 한족(漢族)을 선동하여 호족(胡族 : 이민족)을 학살하였다.
350년 정월, 석민은 국호를 위(衛)로 고쳤고 각지에서 석민에 반대하는 반란이 일어났으며 윤정월에 석민은 스스로 황제에 즉위하고 석감을 폐위해 살해하였다.
| 전임 동생 팽성왕 석준 | 제6대 후조의 황제 349년 ~ 350년 | 후임 동생 신흥왕 석지 |